# La Romanche
Pour les articles homonymes, voir Romanche (homonymie).

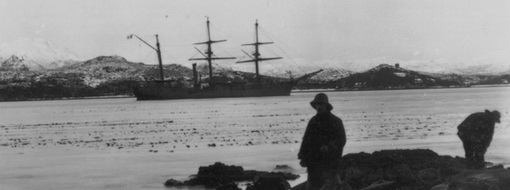
La Romanche en 1882 ou 1883 dans la baie Orange de l'île Hoste.

La Romanche est un trois-mâts barque de la marine nationale française employé pour la mission scientifique française du cap Horn de 1882-1883. 
C’est un transport-aviso de 1 700 tonneaux et de 64 mètres de long ; il subit quelques transformations intérieures pour l’adapter à cette mission spécifique dans les mers australes.
Le navire a donné son nom à la fosse Romanche en Atlantique équatoriale qu'il a découverte et au glacier Romanche dans la cordillère Darwin, à l'ouest de la grande île de la Terre de Feu.

### Sources et bibliographie
- Louis-Ferdinand Martial, « Mission du Cap Horn, histoire du voyage » dans Revue Maritime et Coloniale, 1888
- Paul Daniel Hyades, « La chasse et la pêche chez les Fuégiens de l’archipel du Cap Horn » dans Revue d’Ethnographie, 1885
- Mission scientifique du Cap Horn 1882-1883, tome VII : « Anthropologie et ethnographie », Paris, Gauthier-Villars 1887.
- Auguste Guinnard, Docteur Paul Hyades, Comte Henry de la Vaux, Otto Nordenskjöld (préf. Jean Raspail), Fous de Patagonie, Les éditions du Riaux, 2006, coll. « Découvreurs Et Voyageurs »,  (ISBN 2849010472)
- Christian Garcin a évoqué la mission du cap Horn et mis en scène le personnage de Paul Daniel Hyades dans son roman Selon Vincent (Stock 2014, coll. poche Babel 2018)